# 루비 O. 피
루비 O. 피(Ruby O. Fee, 1996년 2월 7일 ~ )는 독일의 배우이다.